# Гибралтарский вариант английского языка

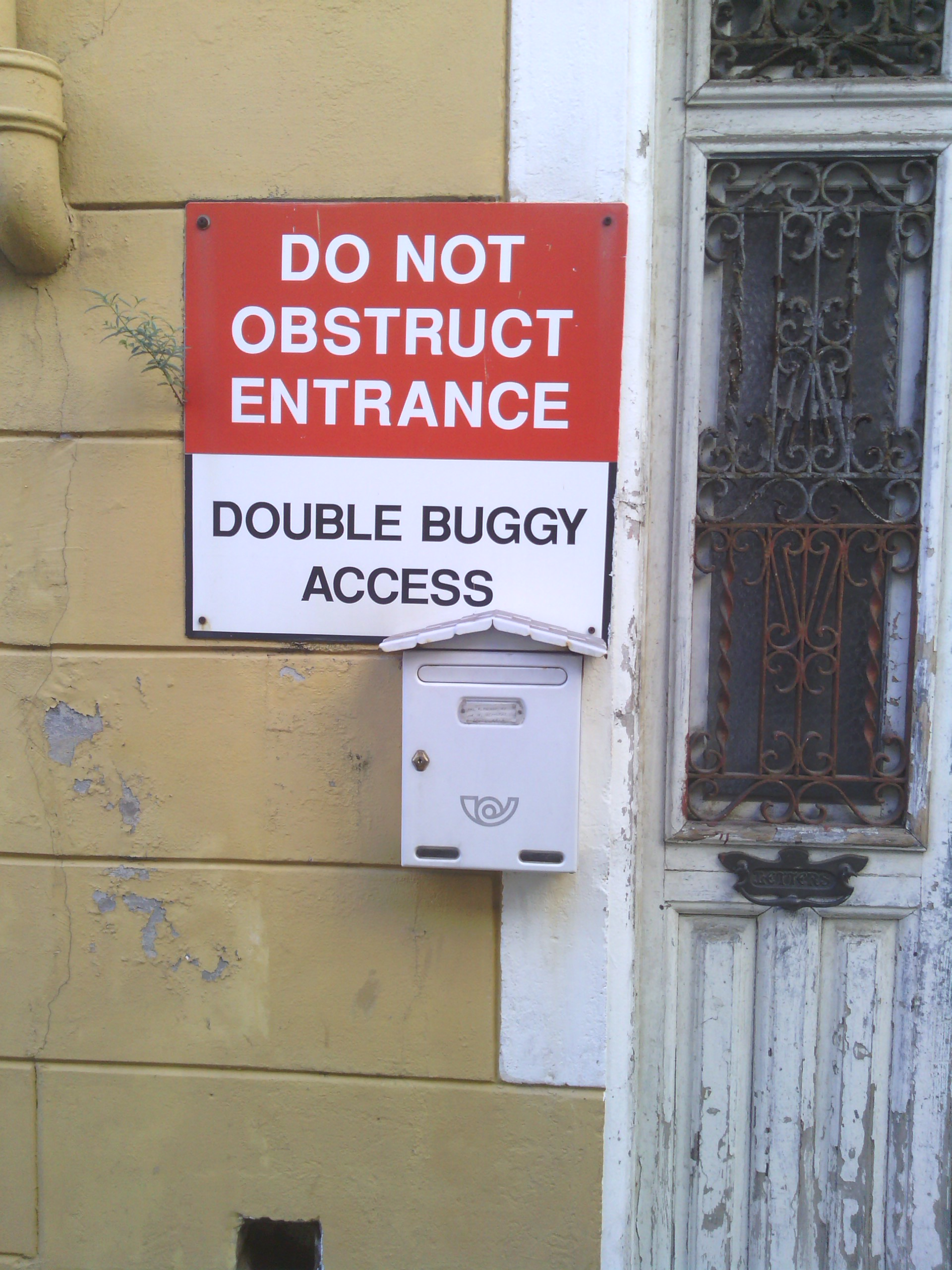
Знак на Гибралтаре

Гибралтарский английский (англ. Gibraltarian English) — акцент, на котором говорят на Британских заморских территориях на Гибралтаре. Английский язык на Гибралтаре появился примерно 300 лет назад, и за это время смешался с разными языками, в частности с андалузским диалектом испанского. Гибралтарский английский стал предметом изучения лингвистов, интересующихся тем, как английский смешивается с другими языками. Несмотря на то, что основным языком гибралтарцев является разновидность андалузского испанского под названием янито, гибралтарский английский стал более распространённым, и была выдвинута теория, что эта разновидность английского становится «нативизированной».